# Epir-Macedonia Zachodnia
Administracja Epir-Macedonia Zachodnia (nwgr. Αποκεντρωμένη Διοίκηση Ηπείρου – Δυτικής Μακεδονίας) – jedna z 7 jednostek administracyjnych Grecji, wprowadzona 1 stycznia 2011.
W skład administracji Epir-Macedonia Zachodnia wchodzą regiony: Epir i Macedonia Zachodnia.